# Protoraphidales
Ordre
Les Protoraphidales sont un ordre d'algues de l'embranchement des Bacillariophyta  et de la classe des Bacillariophyceae.

## Liste des familles
Selon AlgaeBase (26 mai 2022) :
- Protoraphidaceae Simonsen, 1970

## Systématique
Le nom correct complet (avec auteur) de ce taxon est Protoraphidales Round.